# Linux Assigned Names and Numbers Authority
Die Linux Assigned Names and Numbers Authority (LANANA) ist eine zentrale Registrierungsstelle für Namen und Nummern, welche innerhalb Linux benutzt werden. Damit können bei konformer Benennung Namenskollisionen vermieden und die Interoperabilität innerhalb der gesamten Linux-Landschaft gefördert werden.
Die LANANA pflegt Verzeichnisse von Namen von Installationspaketen, init-Skripts, cron-Skripts, Gerätenamen und anderem.
Sie ist Teil der Free Standards Group und der Linux Foundation.

## Geschichte
Im Jahr 1992 wurde die Linux-Geräteliste von Rick Miller geschaffen und bis 1993 gepflegt. 1995 wurde die Pflege von Hans Peter Anvin übernommen. 2000 gründete er dazu die LANANA, die neben dieser zukünftig noch weitere ähnliche Listen pflegen sollte. Der Name wurde als Anspielung auf die IANA gewählt, der Registrierungsstelle für Namen und Nummern für das Internet. 2002 wurde die LANANA offizielle Arbeitsgruppe der Free Standards Group.